# Continent
Vous lisez un « bon article » labellisé en 2009.
Pour les articles homonymes, voir Continent (homonymie).

Carte animée montrant les différents systèmes de continents.

Un continent (du latin continere pour « tenir ensemble », ou continens terra, les « terres continues ») désigne au sens propre une vaste étendue émergée continue du sol à la surface du globe terrestre. Cependant, en géographie, la définition est souvent amendée selon des critères faisant appel à des habitudes historiques et culturelles. On retrouve ainsi certains systèmes de continents qui considèrent l'Europe et l'Asie comme deux continents, alors que l'Eurasie ne forme qu'une étendue de terre.
Cette situation a abouti à l'existence de plusieurs modèles de continents, qui vont de quatre à sept continents. Mais cela n'a pas toujours été le cas, et ces modèles ont varié au gré de l'histoire et de la découverte de nouveaux territoires.
Dans son acception commune, la zone continentale inclut également les petites îles à très faible distance des côtes, mais non celles séparées par des bras de mer significatifs. D'un point de vue géologique, les continents incluent également les îles rattachées aux plaques continentales, comme les îles Britanniques par rapport à l'Eurasie.

## Histoire du terme

### Les premières définitions

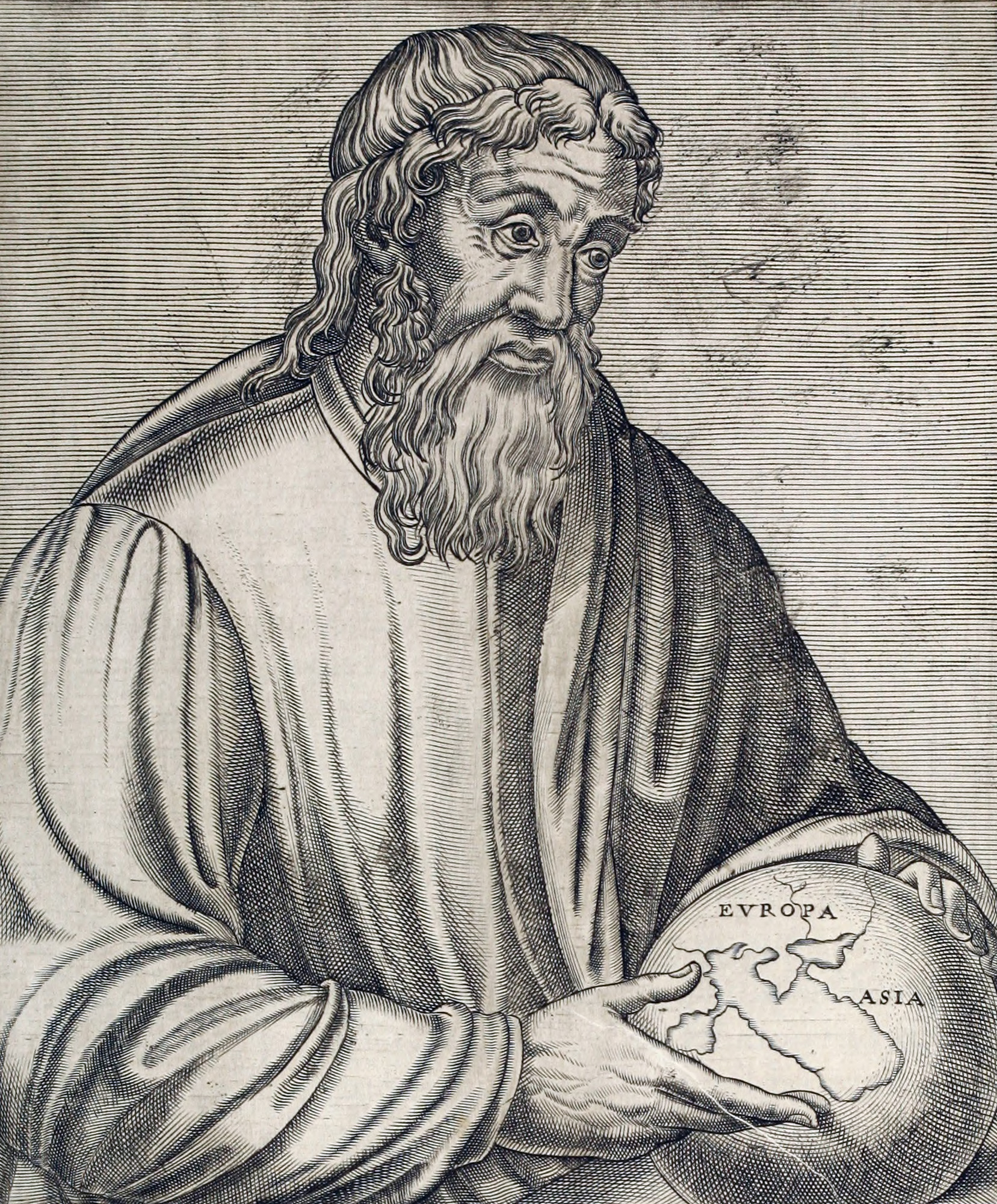
Le géographe grec Strabon tenant un globe indiquant Europa et Asia.

La première distinction entre les continents a été faite par les anciens marins grecs qui ont donné les noms d'Europe et d'Asie aux terres des deux côtés du cours d'eau de la mer Égée, le détroit des Dardanelles, la mer de Marmara, le détroit de Bosphore et la mer Noire. Les noms ont d'abord été appliqués seulement pour désigner les terres près de la côte et seulement plus tard étendus à l'arrière-pays. Les penseurs de la Grèce antique ont ensuite débattu pour savoir si l'Afrique (alors appelée la Libye) devait être considérée comme faisant partie de l'Asie ou comme une tierce partie du monde. Une division en trois parties s'est finalement imposée. Du point de vue grec, la mer Égée était le centre du monde, avec l'Asie à l'est, l'Europe à l'ouest et au nord et l'Afrique au sud.
Alors que les limites géographiques sont immuables (à l'échelle de temps humaine), les limites entre les continents ne sont pas fixes. Dès le début, la frontière de l'Europe avec l'Asie a été prise à partir de la mer Noire, le long du fleuve Rioni (appelée alors le Phasis) en Géorgie. Plus tard, elle était considérée comme allant de la mer Noire par le détroit de Kertch, la mer d'Azov et le long du fleuve Don (appelé alors le Tanais) en Russie.
Le Nil a généralement été considéré comme La frontière entre l'Asie et l'Afrique. Hérodote, au Ve siècle av. J.-C., s'est cependant opposé à cette situation, qui plaçait l'Égypte sur deux continents. Il a donc fait coïncider la rupture entre l'Asie et l'Afrique avec la frontière occidentale de l'Égypte, ce qui situait ce pays en Asie. Il a également remis en question la division en trois de ce qui est en fait une seule masse, un débat qui se poursuit près de deux millénaires et demi plus tard.

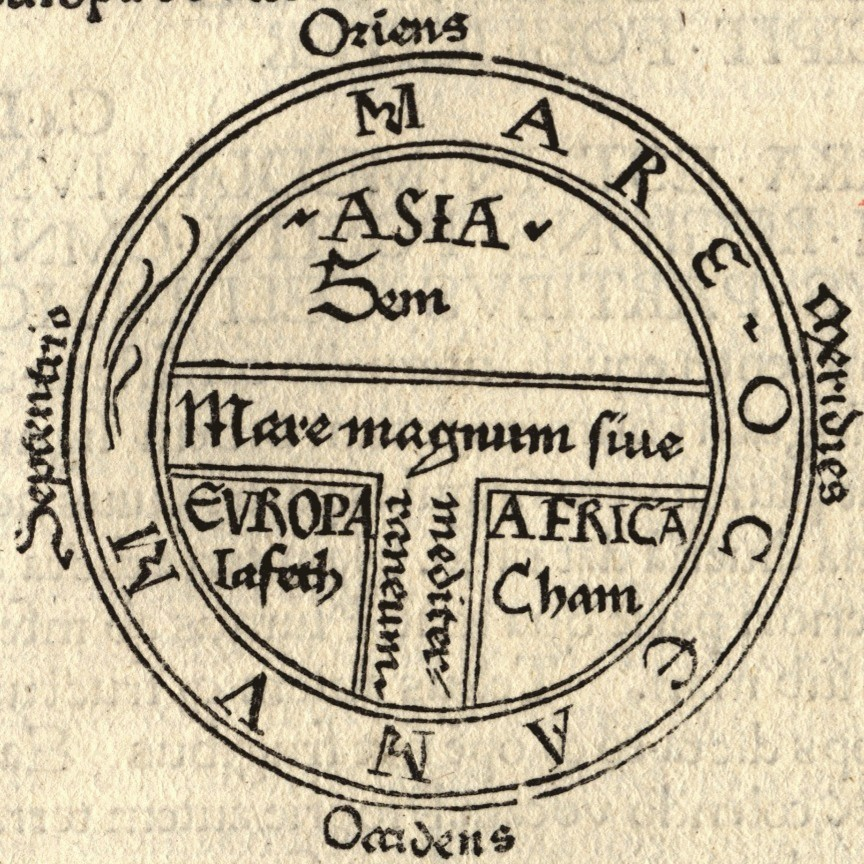
Le plus ancien exemple imprimé de la carte en T-O, montrant les 3 continents comme les domaines de fils de Noé : Sem, Iafeth (Japhet) et Cham (Ham).

Ératosthène, au IIIe siècle av. J.-C., a noté que certains géographes divisaient les continents par les fleuves (le Nil et le Don), considérant ainsi les « îles ». D'autres divisaient les continents par des isthmes, appelant donc les continents « péninsules ». Ces géographes fixaient la frontière entre l'Europe et l'Asie à l'isthme entre la mer Noire et la mer Caspienne, et la frontière entre l'Asie et l'Afrique à l'isthme entre la mer Rouge et l'embouchure du lac Bardawil sur la Méditerranée.
Avec la période romaine et le Moyen Âge, quelques auteurs ont pris l'isthme de Suez comme frontière entre l'Asie et l'Afrique, mais la plupart des auteurs continuaient à considérer le Nil ou la frontière occidentale de l'Égypte comme frontière. Au Moyen Âge, le monde a été représenté sur la carte en T-O, avec le T représentant les eaux de la division des trois continents.

### L'arrivée des Européens en Amérique
Christophe Colomb a traversé l'océan Atlantique pour atteindre les Antilles en 1492, ouvrant la voie à l'exploration et à la colonisation européenne de l'Amérique. Mais malgré ses quatre voyages vers l'ouest, Christophe Colomb n'a jamais su qu'il avait atteint un nouveau continent et a persisté à penser qu'il avait atteint l'Asie. En 1501, Amerigo Vespucci était le pilote d'une expédition qui naviguait le long de la côte du Brésil. Les membres de l'expédition parcoururent un long chemin vers le sud, le long de la côte de l'Amérique du Sud, ce qui confirma que la terre qu'ils longeaient avait des proportions continentales,. De retour en Europe, Vespucci a publié un compte rendu de son voyage intitulé Mundus Novus (« Nouveau Monde ») en 1502 ou 1503, mais il semble qu'il y ait eu des ajouts ou des modifications par un autre auteur. Quel que soit l'auteur de ces paroles, on peut lire dans Mundus Novus « j'ai découvert un continent dans ces régions du sud qui est habité par plus de personnes et d'animaux qu'en Europe, en Asie ou en Afrique », première identification explicite de l'Amérique, un continent comme les trois autres.

Le Planisphère de Waldseemüller de 1507, publié par Martin Waldseemüller, fut la première carte du monde à mentionner l'America.

Après quelques années, le nom de « Nouveau Monde » commence à apparaître comme un nom pour l'Amérique du Sud sur les cartes, comme Oliveriana (Pesaro) datant de 1504-1505. Les cartes de l'époque montrent clairement l'Amérique du Nord comme connectée à l'Asie et l'Amérique du Sud comme une terre séparée.
En 1507, Martin Waldseemüller publie une carte du monde, Cosmographia Universalis, qui est la première à montrer l'Amérique du Nord et l'Amérique du Sud distinctes de l'Asie et entourées par de l'eau. Un petit carton au-dessus de la carte principale explique pour la première fois que l'Amérique est à l'est de l'Asie et est séparée de l'Asie par un océan, car l'Amérique est placée à l'extrémité gauche de la carte et l'Asie à l'extrémité droite, ce qui aurait pu créer une confusion. Dans le livre d'accompagnement, Cosmographiae Introductio, Waldseemüller a noté que la terre est divisée en quatre parties, l'Europe, l'Asie, l'Afrique et la quatrième partie dont il forge le nom à partir du prénom d'Amerigo Vespucci. Sur la carte, le mot « America » est placé sur une partie de l'Amérique du Sud.

### Étymologie
À partir du XVIe siècle, le mot « continent » est utilisé comme substantif pour désigner une « étendue de terre limitée par un ou plusieurs océans »: en 1532, A. Fabre note dans son Extraict ou recueil des isles nouvellement trouvees, « la terre veue de loing audevant estre adioncte a nostre continent ». Par la suite, il acquiert aussi d'autres sens, y compris l'acception anglaise de « terre ferme par rapport à une île », voire « d'Europe par rapport à l'Angleterre »,. Le mot « continent » existait déjà en français. Sa première apparition dans la langue écrite remonte au XIIe siècle, mais il était utilisé pour qualifier une personne pratiquant la continence, c'est-à-dire s'abstenant, totalement ou partiellement, de rapports sexuels. Utilisé avec le sens géographique, le terme est emprunté au latin continens, participe présent de continere « maintenir relié », qui était employé comme substantif en latin classique pour désigner la « terre ferme ». On le trouve dans la traduction de textes grecs et latins à propos des trois « parties » du monde, bien qu'il n'y eut pas dans la langue originale de mot ayant exactement le même sens que continent qui ait été utilisé.
Alors que le mot « continent » a été utilisé pour les zones relativement petites de la continuité de la terre, les géographes ont de nouveau soulevé la question de Hérodote sur les raisons pour lesquelles une seule grande masse devrait être divisée en deux continents. Au milieu du XVIIe siècle, Peter Heylin a écrit dans sa Cosmographie que « Un continent est une grande quantité de terre, non séparée par une mer en provenance du reste du monde, comme l'ensemble du continent de l'Europe, en Asie, en Afrique. ». En 1727, Ephraïm Chambers a écrit dans son Cyclopædia, « Le monde est ordinairement divisé en deux grands continents : l'ancien et le nouveau. ». Et, dans son atlas de 1752, Emanuel Bowen définit un continent comme « un grand espace de la terre ferme comprenant de nombreux pays, sans séparation par de l'eau. Ainsi, l'Europe, l'Asie et l'Afrique sont un grand continent, l'Amérique en est un autre. ». Toutefois, la vieille idée de l'Europe, de l'Asie et de l'Afrique en tant que « parties » du monde a en fin de compte persisté, celles-ci étant désormais considérés comme des continents.

### Au-delà des quatre continents
À partir de la fin du XVIIIe siècle, certains géographes ont commencé à considérer l'Amérique du Nord et l'Amérique du Sud comme deux parties du monde, ce qui fait au total cinq parties. Cependant, la division par quatre fut globalement plus répandue au cours du XIXe siècle.
Les Européens ont découvert l'Australie en 1606, mais pour un certain temps, elle a été vue comme une partie de l'Asie. À la fin du XVIIIe siècle, certains géographes ont considéré qu'il s'agissait d'un continent à part entière, ce qui en fait le sixième (ou le cinquième pour ceux pour qui l'Amérique est un seul et même continent). En 1815, Samuel Butler a écrit de l'Australie : « La Nouvelle-Hollande, une île immense, que certains géographes désignent de l'appellation d'autre continent » et l'Oxford English Dictionary est tout aussi équivoque quelques décennies plus tard.

Le drapeau olympique dont les cinq anneaux représentent chacune des couleurs présentes dans tous les drapeaux du monde.

L'Antarctique a été aperçu en 1820 et est décrit comme un continent par Charles Wilkes sur l'Expédition Wilkes en 1838, c'est le dernier continent à être identifié, même si l'existence d'un grand territoire antarctique avait été envisagée depuis des millénaires. En 1849, un atlas[Lequel ?] signale l'Antarctique comme un continent, mais peu d'autres atlas l'ont fait jusqu'après la Seconde Guerre mondiale.
Au XIXe siècle, le mayaniste Augustus Le Plongeon proposa l'hypothèse d'un nouveau continent, nommé Mu. Il se basait sur la traduction - ultérieurement contestée - du Codex tro-cortesianus par Brasseur de Bourbourg. D'autres continents hypothétiques ont été imaginés, à l'époque où la géologie était moins avancée que désormais. C'est le cas de la Lémurie, continent envisagé pour expliquer la disparition de certains mammifères. On peut aussi citer l'Atlantide, évoquée pour la première fois au IVe siècle av. J.-C., cet hypothétique continent englouti est encore aujourd'hui fruit de spéculations.
Le drapeau olympique, conçu en 1913, a cinq anneaux représentant les cinq terres habitées, traite l'Amérique comme un seul continent et n'inclut pas l'Antarctique.
À partir du milieu du XIXe siècle, les atlas des États-Unis ont le plus souvent traité l'Amérique du Nord et l'Amérique du Sud comme deux continents, ce qui est compatible avec la compréhension de la géologie et de la tectonique des plaques. Mais il n'était toujours pas rare que les atlas américains les traitent comme un seul continent, du moins jusqu'à la Seconde Guerre mondiale. C'est d'ailleurs cette dernière vision qui prévaut encore de nos jours en Europe[réf. nécessaire].
Toutefois, au cours des dernières années, un consensus s'est accru pour faire de l'Europe et de l'Asie, traditionnellement considérées comme deux continents, un seul continent appelé « Eurasie » — là aussi compatible avec la compréhension de la géologie et de la tectonique des plaques. Dans ce modèle, le monde est divisé en six continents (si l'Amérique du Nord et l'Amérique du Sud sont considérées comme des continents distincts).
De façon anecdotique, on parle aussi de « n-ième continent » pour qualifier les plaques de déchets de l'Atlantique Nord et du Pacifique Nord, plus précisément désigné en tant que vortex de déchets du Pacifique nord.

## Définitions et applications
Il n'y a pas de définition unique d'un continent. C'est pourquoi les cultures et les sciences ont des listes différentes de continents. D'un point de vue restrictif, un continent doit être une grande étendue continue de terre ferme (émergée), à laquelle on peut associer les îles proches (se reporter à la liste des subdivisions continentales donnée plus bas).
Le critère d'origine pour désigner un continent, le critère géographique, est parfois ignoré au profit de critères plus arbitraires, souvent liés à l'histoire et aux cultures. En effet, sur les sept continents les plus couramment retenus, seuls l'Antarctique et l'Océanie sont séparés des autres continents par une étendue d'eau significative (océan Austral et mers de l'archipel indien), alors que les autres ne sont séparés que par des détroits, parfois aisément franchissables.

### Frontières des continents
Étant donné que la définition d'un continent est souvent arbitraire, les séparations entre ceux-ci ne sont pas toujours clairement définies. On privilégie les frontières maritimes, mais elles ne sont pas toujours satisfaisantes notamment du fait des nombreuses îles d'Océanie.

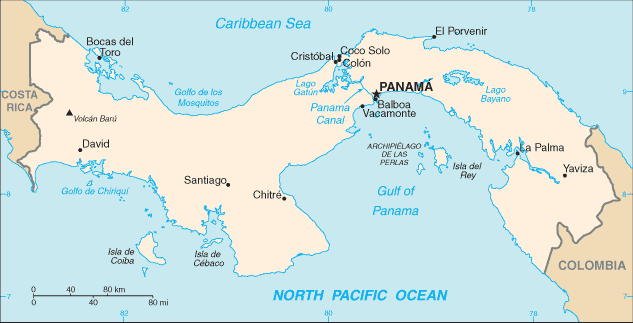
La république de Panama, pont entre les deux Amériques.

Certaines frontières rassemblent un certain consensus du fait de leur clarté géographique :
- en Europe, le détroit de Gibraltar marque conventionnellement sa limite méridionale avec l'Afrique, à l'ouest[27] ; tandis que les détroits du Bosphore et des Dardanelles marquent sa frontière avec l'Asie du Sud-Ouest, à l'est ;
- la frontière entre l'Asie et l'Afrique est généralement fixée au canal de Suez, ce qui exclut le Sinaï de l'Afrique[28] ;
- la limite entre l'Asie et l'Amérique est fixée au détroit de Béring ;
- l'Amérique est divisée entre sa partie Nord et sa partie Sud par l'isthme de Panama (et plus précisément par le canal).

Du fait de ces fixations géographiquement arbitraires de limites, des pays comme l'Égypte, la Turquie et le Panama se retrouvent à cheval sur deux continents. Des limites comme les canaux de Suez et Panama sont d'ailleurs très contestables, car purement artificielles, et altérant la réalité géographique naturelle. Certains géographes proposent donc de déplacer tout au moins les limites aux frontières politiques les plus proches de la séparation géographique.

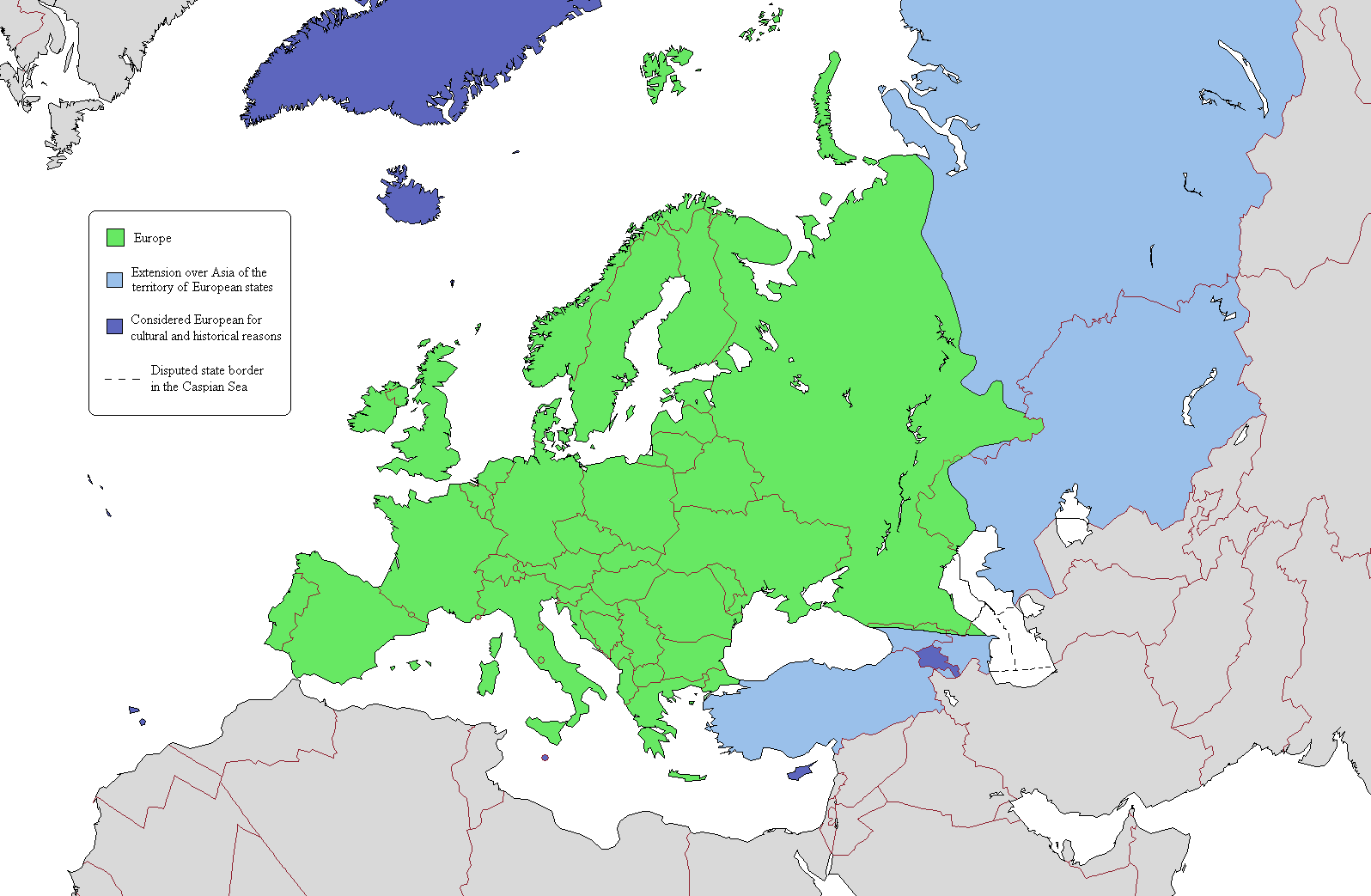
Un exemple de limites arbitraires de l’Europe moderne.
L'Europe
Territoire asiatique des pays transcontinentaux
Géographiquement en Asie/Amérique, mais considéré en Europe par son histoire et sa culture

D'autres frontières sont davantage controversées :
- la séparation entre l'Océanie et l'Asie est encore aujourd'hui très discutée. En 1831, l'explorateur et géographe Jules Dumont d'Urville découpe l'Océanie en quatre régions : la Polynésie, la Micronésie, la Mélanésie et l'Insulinde (alors appelée Malaisie)[29]. Cette dernière partie sera ensuite rattachée à l'Asie, mais il semble que par respect des conventions politiques et des différences culturelles, l'ensemble du territoire indonésien a été inclus dans l'espace asiatique, y compris la Nouvelle-Guinée occidentale, tandis que la Papouasie-Nouvelle-Guinée demeurait en Océanie. Cependant, cela revient à placer la frontière de façon absurde en plein milieu de la Nouvelle-Guinée, sans qu'aucune justification strictement géographique telle que le relief ne puisse être apportée. Le caractère arbitraire du tracé de la délimitation amène aujourd'hui les géographes à la repenser : certains estiment qu'il serait plus approprié d'utiliser la ligne Wallace[30], d'autres voudraient s'en tenir strictement à l'Insulinde, mais en retranchant le Timor oriental en même temps que l'Ouest de la Nouvelle-Guinée ;
- la frontière la plus contestée est sans doute celle entre l'Asie et l'Europe, faute de séparation claire et précise dans la vaste étendue entre l'océan arctique et la mer Caspienne[31],[32],[33]. Les limites de l'Europe ont été déplacées par les géographes au cours des siècles et sont peu clairement définies. Ainsi, au XVIIIe siècle, le tsar Pierre Ier désire faire de la Russie une puissance européenne. Son géographe Tatitchtchev propose alors en 1703 que les monts Oural, le fleuve Oural et le Caucase constituent la frontière entre Europe et Asie en lieu et place du Don qui incluait alors la Russie dans l'Asie ;
- parallèlement, une querelle divise quelques géographes sur la délimitation précise de la frontière caucasienne, certains voulant repousser la limite au sud du Caucase afin d'inclure notamment l'Arménie et la Géorgie en Europe tandis que d'autres, à l'inverse, voudraient voir cette frontière fixée à la dépression de Kouma-Manytch située au nord du Caucase, dans le but d'inclure les peuples turcs de la région dans l'Asie[34].

Avec l'extension récente de l'Union européenne aux portes de l'Asie, tant dans les Balkans qu'en Europe de l'Est, se pose une nouvelle fois le problème du tracé exact de la limite de l'Europe, car il soulève celui des élargissements à venir. Si ce problème ne revêt guère d'importance aux yeux de la Russie, puissance majeure qui n'a jamais exprimé de velléités à intégrer la communauté, d'autres pays du Sud et de l'Est de la Méditerranée (Maroc, Turquie…) ainsi que du Caucase (Arménie, Géorgie...) y voient un enjeu important en termes d'opportunités commerciales et de développement économique, et se revendiquent membres de l'espace européen sur la base de critères historiques et culturels pour prétendre à l'adhésion. Le Cap-Vert, un pays encore bien plus éloigné, se prévaut aussi d'arguments en termes géostratégiques.
Les discussions sur la pertinence des frontières ont cependant permis de révéler une chose : il ne faut pas confondre les catégorisations sur des critères géographiques avec celles sur des critères anthropologiques. Même les limites les plus consensuelles telles que les détroits ne recouvrent aucune réalité historique ou culturelle, et cela est aisément vérifiable en observant la répartition des ensembles ethniques sur des zones-clés telles que la Méditerranée, l'Insulinde et l'Europe de l'Est. La dimension scientifique (en termes de tectonique des plaques) doit donc être distinguée de la dimension humaine (en termes de zones de peuplements culturellement homogènes).

### Le statut des îles
Dans un sens élargi, le terme de continent désigne la subdivision commune de la Terre en grandes parties à partir des critères géographiques de continuité des territoires et de ceux d'homogénéité culturelle, de sorte qu'y sont aussi incluses les îles au large des côtes. Pourtant les îles ne font pas partie des continents (au sens commun, ou au sens scientifique) puisque leur territoire n'est pas continu avec celui du continent,. Elles sont donc habituellement considérées comme appartenant au continent dont elles sont le plus proches. Par exemple, les îles Canaries — quoique espagnoles — sont rattachées à l'Afrique, les Baléares font partie de l'Europe et les îles du Pacifique appartiennent à l'Océanie. Il en est de même pour l'île de La Réunion ou l'île Maurice qui, malgré la distance qui les sépare de l'Afrique, sont considérées malgré tout comme des îles africaines.
Lorsque l'on considère l'Amérique comme constituée de deux continents, les îles de l'archipel des Antilles sont rattachées à l'Amérique du Nord à l'exception des îles Sous-le-Vent, des Petites Antilles et de Trinité-et-Tobago, proches des côtes vénézuéliennes.
L'Australie constitue certainement l'exemple le plus illustratif de l'ambivalence de la définition : communément qualifiée d'île-continent, il est difficile de lui assigner un statut de façon non arbitraire. Si l'on retient la taille moyenne des autres continents, tels que l'Afrique, l'Asie ou l'Antarctique, comme critère de distinction, l'Australie devrait appartenir à la catégorie des îles, et se voir rattacher de ce fait à l'Asie (comme il était fait au temps de sa découverte). Cependant, du fait de son éloignement de la partie continentale de l'Asie, de sa grande taille comparativement aux iles de l'Insulinde, de spécificités culturelles, etc. elle a finalement été intégrée en tant que partie continentale au vaste ensemble d'îles du Pacifique regroupé sous le terme d'Océanie au XIXe siècle. D'ailleurs, en comparaison avec l'Europe, il semble difficile de lui dénier ce statut.

### Nombre de continents
Deux des plus grandes oppositions portent sur l'Europe et l'Asie qui pourraient être unifiées (Eurasie) et sur l'Amérique du Nord et l'Amérique du Sud qui formeraient l'Amérique. Quelques géographes proposent de regrouper l'Europe, l'Asie et l'Afrique en une Afro-Eurasie.
L'Océanie est aussi une région du monde qui n'est pas un continent stricto sensu, mais qui est souvent assimilée à un continent par les géographes. Enfin, Zealandia (ou Zélandia) est un bloc continental quasi submergé, dont les terres émergées forment principalement la Nouvelle-Zélande et la Nouvelle-Calédonie, et qui peut donc être considéré comme un 8e continent,, ou juste comme un microcontinent.

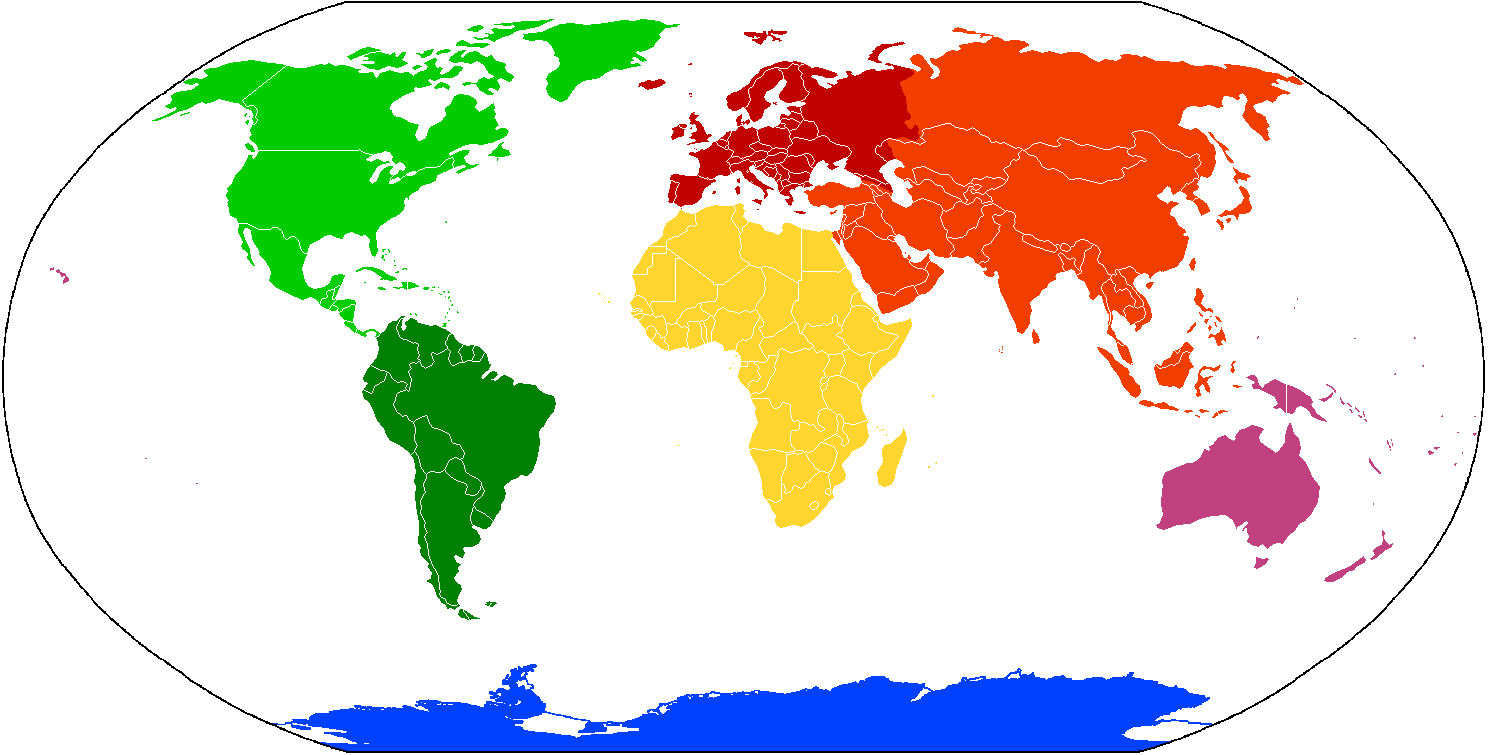

| 7 continents, | Amérique du Nord | Amérique du Sud | Antarctique | Afrique                 | Europe                  | Asie                    | Océanie                 |
| 6 continents  | Amérique du Nord | Amérique du Sud | Antarctique | Afrique                 | Europe                  | Asie et Océanie         | Asie et Océanie         |
| 6 continents, | Amérique du Nord | Amérique du Sud | Antarctique | Afrique                 | Eurasie                 | Eurasie                 | Océanie                 |
| 6 continents, | Amérique         | Amérique        | Antarctique | Afrique                 | Europe                  | Asie                    | Océanie                 |
| 5 continents  | Amérique         | Amérique        | Antarctique | Afrique                 | Europe                  | Asie et Océanie         | Asie et Océanie         |
| 5 continents, | Amérique         | Amérique        | Antarctique | Afrique                 | Eurasie                 | Eurasie                 | Océanie                 |
| 5 continents  | Amérique du Nord | Amérique du Sud | Antarctique | Afro-Eurasie            | Afro-Eurasie            | Afro-Eurasie            | Océanie                 |
| 4 continents, | Amérique         | Amérique        | Antarctique | Afro-Eurasie            | Afro-Eurasie            | Afro-Eurasie            | Océanie                 |
| 3 continents, | Amérique         | Amérique        | Antarctique | Afro-Eurasie et Océanie | Afro-Eurasie et Océanie | Afro-Eurasie et Océanie | Afro-Eurasie et Océanie |

Le modèle à six continents avec un seul continent américain est utilisé par les pays de langue latine, notamment en France et la majorité de la francophonie, en Espagne, Portugal et en Amérique latine, en Italie, Roumanie, ainsi qu'en Grèce. Un modèle à cinq continents est obtenu à partir de ce modèle, en excluant l'Antarctique qui est principalement inhabitée. Il est utilisé notamment par les Nations unies, le Comité international olympique et le drapeau olympique.
Le modèle à six continents avec un bloc eurasiatique est utilisé au Japon et en Russie.
Le modèle à sept continents est généralement enseigné dans la plupart des pays anglo-saxons (dont le Royaume-Uni, les États-Unis, Canada, l'Australie), et aussi en Chine, Inde, Pakistan, Philippines, plus certains pays d'Europe occidentale.
En marketing international, le monde est découpé en trois principales zones : EMEA (Europe, Middle East & Africa), Asie-Pacifique et Amérique.

### Dénomination
- Afrique, adopté dès l'Antiquité.
- Amérique (du latin America), du nom d'Amerigo Vespucci, sur proposition de Martin Waldseemüller[58].
- Antarctique du latin antarcticus, du grec ancien antarktikós, du antí, « contre », et arktikós (« Arctique »), ce dernier mot étant formé à partir de árktos (« ours »)[59]. L'Arctique a été appelé ainsi car il correspond à la moitié du globe qui est du côté de la constellation de la Grande Ourse. L'Antarctique, qui est à l'opposé, est donc « l'anti-Arctique ».
- Asie, soit du nom de l'Océanide Asie (plus communément appelée Clymène), soit un dérivé d'Assuwa, un État confédéré situé dans l'Ouest de l'Anatolie et dont le nom proviendrait du hittite assu qui signifie « bon ».
- Europe, du nom, dans la mythologie grecque, de la princesse phénicienne Europe, peut-être composition des mots grecs eurýs (εὐρύς, « large ») et ṓps (ὤψ, « visage »)[60].
- Océanie vient du latin oceanus, du grec ancien ōkeanós, « océan, grande mer vers l'extérieur ».

## Comparaison

### Aire et population
Le tableau suivant donne la superficie, la population, la densité de population et le nombre de pays de chaque continent, suivant le modèle à sept continents.
| Continent        | Superficie (km²) | Superficie (%) | Population approchée (2016) | Pourcentage de la population totale | Densité de population par km2 | Nombre de pays |
| ---------------- | ---------------- | -------------- | --------------------------- | ----------------------------------- | ----------------------------- | -------------- |
| Asie             | 44 579 000       | 30 %           | 4 436 224 000               | 60,2 %                              | 99.51                         | 47             |
| Afrique          | 30 065 000       | 20 %           | 1 216 130 000               | 16,5 %                              | 40.45                         | 54             |
| Amérique du Nord | 24 256 000       | 16 %           | 528 750 000                 | 7,2 %                               | 21.80                         | 23             |
| Amérique du Sud  | 17 819 000       | 12 %           | 410 013 492                 | 5,6 %                               | 22.93                         | 12             |
| Antarctique      | 13 209 000       | 9 %            | 1 500                       | 0,00002 %                           | 0,0001                        | -              |
| Europe           | 9 938 000        | 7 %            | 738 849 000                 | 10,0 %                              | 74.35                         | 45             |
| Océanie          | 7 687 000        | 5 %            | 39 901 000                  | 0,5 %                               | 5.19                          | 14             |

La superficie totale des continents est 148 647 000 km2, ou approximativement 29 % de la surface de la Terre (510 065 600 km2).

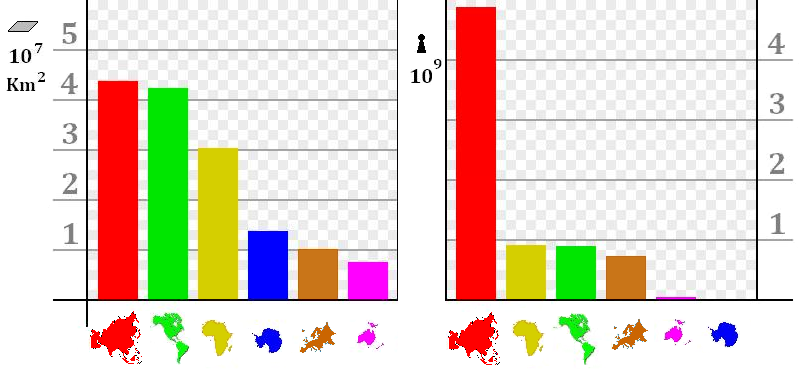
Comparaisons de superficie et de population.

Répartition de la population mondiale sur les différents continents.

### Points culminants
Le tableau suivant donne la liste des continents en fonction de leur point culminant,.
| Continent        | Pays                    | Point culminant | Altitude (mètres) |
| ---------------- | ----------------------- | --------------- | ----------------- |
| Asie             | Chine/Népal             | Everest         | 8 849             |
| Amérique du Sud  | Argentine               | Aconcagua       | 6 960             |
| Amérique du Nord | États-Unis              | Mont McKinley   | 6 190             |
| Afrique          | Tanzanie                | Kilimandjaro    | 5 892             |
| Europe           | Russie                  | Elbrouz         | 5 642             |
| Antarctique      | Revendication chilienne | Massif Vinson   | 4 897             |
| Océanie          | Indonésie               | Puncak Jaya     | 4 884             |

L'Asie bénéficie du plus haut sommet du monde, l'Everest, mais elle regroupe en outre l'ensemble des dix premiers sommets du monde, en termes de hauteur. De nombreux reliefs s'élèvent en Asie, avec des massifs montagneux comme le Tian Shan et l'Himalaya. Le relief sud-américain est quant à lui marqué par la cordillère des Andes qui longe toute sa côte ouest. La disposition du relief nord-américain est longitudinale : la région se décompose en ensembles différenciés qui se succèdent d’est en ouest. Le point culminant d'Amérique du Nord, le mont McKinley, se trouve en Alaska.
Le point culminant de l'Afrique, le Kilimandjaro (un volcan éteint), fait partie de la vallée du Grand Rift. Les principales chaînes de montagnes en Europe sont l'Oural, le Caucase et les Alpes, ces dernières abritant le mont Blanc, point culminant d'Europe occidentale. L'Antarctique est, lui, coupé en deux parties inégales par les monts Transantarctiques, chaîne de montagne de 3 500 kilomètres de long, formant une courbe en « S » depuis la côte de la mer de Weddell (face à l’île Berkner) jusqu'à la côte de l'océan Antarctique face aux îles Balleny. L'Australie est un continent relativement plat, marqué cependant par certaines zones montagneuses. L'île de la Nouvelle-Guinée offre son plus haut sommet à la région océanienne.

### Espérance de vie
Le tableau suivant donne l'espérance de vie des habitants des cinq régions majeures, suivant un modèle à « cinq continents », suivant le modèle subjectif européen séparant Europe et Asie.
| Continent | Espérance de vie (années) |
| --------- | ------------------------- |
| Europe    | 75                        |
| Océanie   | 75                        |
| Amérique  | 74                        |
| Asie      | 67,5                      |
| Afrique   | 52                        |

L'Afrique est marquée par une espérance de vie assez faible, due à un taux de mortalité important, bien qu'il soit inégal suivant les régions du territoire. Par exemple, le Maghreb a un taux de mortalité de 6 ‰ alors que celui de l'Afrique subsaharienne s'élève à 15 ‰.
L'Europe et l'Océanie sont les régions qui bénéficient de la plus haute espérance de vie, celle-ci étant égale à 75 ans dans les deux cas. L'espérance de vie du continent américain est baissée par celle de l'Amérique du Sud, où certains pays en développement ont une espérance de vie assez faible. Par exemple, l'espérance de vie de la Bolivie s'élève à seulement 66,2 ans. L'espérance de vie du continent asiatique est inégale, avec une espérance de 43,7 ans pour les habitants de l'Afghanistan alors que les Chinois vivent en moyenne jusqu'à 72,9 ans.

## En géologie

### Formation des continents
La formation des continents reste débattue,.

### Dérive des continents

La dérive des continents, à partir de la Pangée.

Au début du XXe siècle, Alfred Wegener remarque que par la disposition des continents, la côte est de l'Amérique du Sud semble s'emboiter parfaitement dans la côte ouest de l'Afrique. D'autres bien avant lui s'en sont aperçus, mais il est le premier à alors proposer, à partir de cette observation, la théorie de la dérive des continents : un supercontinent, la Pangée, se serait fragmenté au début de l'ère secondaire et, depuis cette date, les masses continentales issues de cette fragmentation dériveraient à la surface de la Terre.
Au cours du XXe siècle, il fut accepté par les géologues que les continents bougent à la surface de la planète, à l'échelle des temps géologiques. Ce processus est connu sous le nom de « dérive des continents » et est expliqué par la tectonique des plaques. La surface de la Terre est aujourd'hui constituée de douze plaques tectoniques majeures (ainsi que de nombreuses mineures).
Par conséquent, à l'échelle géologique, le nombre de continents est variable. Il existait d'autres continents dans le passé géologique, les paléocontinents. On a pu déterminer qu'il y a eu des époques de l'histoire de la Terre où il n'y avait qu'un seul grand continent à sa surface. Le plus récent, la Pangée remonte à 250 millions d'années. Le prochain « continent unique » devrait apparaître dans 250 millions d'années par le rapprochement de l'Afrique, de l'Eurasie et des Amériques, il s'agirait de la Pangée prochaine.

### Caractéristiques
Pour les géologues, il existe à la surface de la Terre deux éléments structurels distincts : la croûte continentale, formée pour l'essentiel de granite et de roches associées, et la croûte océanique, de basalte et de gabbro. Aussi, la limite entre domaine continental et domaine océanique se trouve sous la surface de la mer : il est alors question de « plateau continental » qui se prolonge parfois à plusieurs kilomètres au-delà du trait de côte. Lors de la dernière époque glaciaire (à l'apogée de la glaciation de Würm il y a 20 000 ans), en Europe occidentale, le plateau continental s'étendait à plusieurs dizaines de kilomètres à l'ouest du littoral actuel.

Coupe très simplifiée :
Dépôts sédimentaires
Roche
Manteau

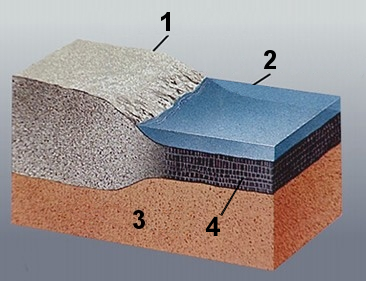
Schéma simplifié de la croûte terrestre. 1 : Croûte continentale ; 2 : Océan ; 3 : Manteau supérieur ; 4 : Croûte océanique

En termes géologiques, un « continent » pourrait être défini indépendamment de la hauteur de l'océan, comme un bloc connexe de croûte continentale entouré de croûte océanique. Cependant, une telle définition appliquée strictement conduirait à considérer comme un même continent l'Amérique du Nord et la Sibérie, le détroit de Behring étant formé sur de la croûte continentale.
De même, l'idée de « dérive des continents » pourrait suggérer que les continents sont les objets emportés par cette dérive. Mais une définition s'appuyant sur les plaques tectoniques conduirait à la même difficulté, la pointe est de la Sibérie appartenant à la plaque nord-américaine. Ou encore, cette considération conduirait à rattacher la Sicile au continent africain, dont elle dépend géologiquement.

### Divisions géologiques

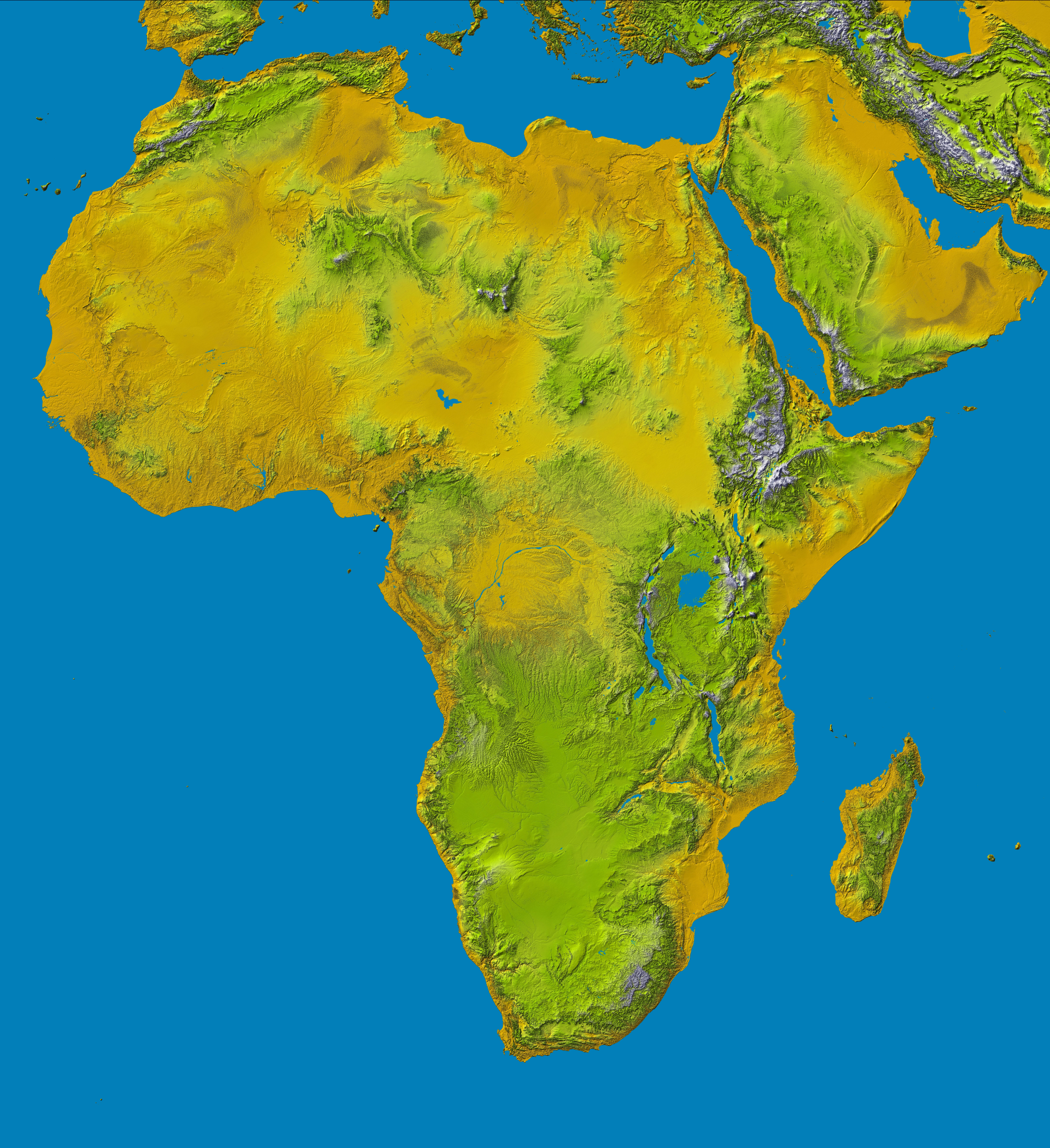
L'île de Madagascar, au sud-est de l'Afrique, est parfois comptée comme un microcontinent.

Certaines parties des continents sont reconnues comme des sous-continents, en particulier celles sur les différentes plaques tectoniques qui divisent les continents. Les plus notables sont le sous-continent indien et la péninsule Arabique. Le Groenland, sur la plaque nord-américaine, est parfois considéré comme un sous-continent. Lorsque l'Amérique est perçue comme un seul continent, elle est divisée en deux sous-continents (Amérique du Nord et en Amérique du Sud),, ou en diverses régions.
Une définition des continents fondée sur les plateaux continentaux ajouterait ainsi plusieurs continents à faible surface émergée. Certaines zones de la croûte continentale sont largement couvertes par la mer, mais peuvent être considérées comme des continents submergés. C'est le cas de Zealandia, émergeant de la mer en Nouvelle-Zélande et en Nouvelle-Calédonie, ou même le presque complètement submergé plateau de Kerguelen, dans le sud de l'océan Indien.
Certaines îles sont situées sur les sections de la croûte continentale qui ont cassé et dérivent en dehors de l'un des principaux continents. Bien qu'elles ne soient pas considérées comme des continents en raison de leur taille relativement petite, elles peuvent être considérées comme des microcontinents. Madagascar, l'exemple le plus répandu, est généralement considéré comme faisant partie de l'Afrique, mais a déjà été décrit comme « le huitième continent ».